# Harris megye (Georgia)
Harris megye az Amerikai Egyesült Államokban, azon belül Georgia államban található. Megyeszékhelye Hamilton, legnagyobb városa West Point. Lakosainak száma 34 668 fő (2020. április 1.). Harris megye Troup, Muscogee, Meriwether, Talbot, Lee és Chambers megyékkel határos.

## Népesség
A megye népességének változása:
| Lakosok száma | 32 168 | 32 384 | 32 628 | 32 663 | 33 381 | 34 668 |
|               | 2010   | 2011   | 2012   | 2013   | 2015   | 2020   |